# Funció de correlació (teoria quàntica de camps)
En la teoria quàntica de camps, les funcions de correlació, sovint conegudes com a correladors o funcions de Green, són valors d'expectació del buit dels productes ordenats en el temps dels operadors de camps implicats. Són un objecte d'estudi clau en la teoria quàntica de camps on es poden utilitzar per a calcular diversos observables com els elements de la matriu S. Estan estretament relacionats amb les funcions de correlació entre variables aleatòries, encara que no obstant això són objectes diferents, que es defineixen en l'espai-temps de Minkowski i en els operadors quàntics.

## Definició
Per a una teoria de camp escalar amb un sol camp {\displaystyle \phi (x)} i un estat de buit {\displaystyle |\Omega \rangle } a cada esdeveniment (x) a l'espai-temps, la funció de correlació de {\displaystyle n} punts és el valor d'expectació del buit dels productes ordenats en el temps de {\displaystyle n} operadors de camp a la imatge de Heisenberg
{\displaystyle G_{n}(x_{1},\dots ,x_{n})=\langle \Omega |T\{{\mathcal {\phi }}(x_{1})\dots {\mathcal {\phi }}(x_{n})\}|\Omega \rangle .}
Aquí {\displaystyle T\{\cdots \}} és l'operador d'ordenació temporal que ordena els operadors de manera que els operadors de camp de temps anteriors apareguin a la dreta dels operadors de temps posteriors. En transformar els camps i estats en la imatge d'interacció, això es reescriu com{\displaystyle G_{n}(x_{1},\dots ,x_{n})={\frac {\langle 0|T\{\phi (x_{1})\dots \phi (x_{n})e^{iS[\phi ]}\}|0\rangle }{\langle 0|e^{iS[\phi ]}|0\rangle }},}on {\displaystyle |0\rangle } és l'estat fonamental de la teoria lliure (sense interaccions) i {\displaystyle S[\phi ]} és l'acció. Expandint {\displaystyle e^{iS[\phi ]}} a partir de la seva sèrie de Taylor, la funció de correlació de {\displaystyle n} punts es converteix en una suma de funcions de correlació d'imatges d'interacció que es poden avaluar utilitzant el teorema de Wick. Una manera esquemàtica de representar la suma resultant és mitjançant diagrames de Feynman, on cada terme es pot avaluar utilitzant les regles de Feynman de l'espai de posicions.
La sèrie de diagrames que sorgeixen de {\displaystyle \langle 0|e^{iS[\phi ]}|0\rangle } és el conjunt de tots els diagrames de bombolles de buit, que són diagrames sense potes externes. D'una altra banda, {\displaystyle \langle 0|\phi (x_{1})\dots \phi (x_{n})e^{iS[\phi ]}|0\rangle } ve donada pel conjunt de tots els diagrames possibles amb exactament {\displaystyle n} potes externes. Com que això també inclou diagrames desconnectats amb bombolles de buit, la suma es factoritza de la següent formaː (suma sobre tots els diagrames de bombolles) {\displaystyle \times } (suma de tots els diagrames sense bombolles). Aleshores, el primer terme s'anul·la amb el factor de normalització al denominador, el que significa que la funció de correlació de {\displaystyle n} punts és la suma de tots els diagrames de Feynman excloent les bombolles de buitː{\displaystyle G_{n}(x_{1},\dots ,x_{n})=\langle 0|T\{\phi (x_{1})\dots \phi (x_{n})e^{iS[\phi ]}\}|0\rangle _{\text{sense bombolles}}.}Tot i que no inclou cap bombolla de buit, la suma inclou diagrames desconnectats, que són diagrames on almenys una pota externa no està connectada a totes les altres potes externes a través d'algun camí connectat. L'exclusió d'aquests diagrames desconnectats defineix les funcions de correlació de n punts connectades{\displaystyle G_{n}^{c}(x_{1},\dots ,x_{n})=\langle 0|T\{\phi (x_{1})\dots \phi (x_{n})e^{iS[\phi ]}\}|0\rangle _{\text{connectat, sense bombolles}}}Sovint és preferible treballar directament amb aquestes funcions car contenen tota la informació de les funcions de correlació completes, donat que qualsevol diagrama desconnectat és només un producte de diagrames connectats. Excloent altres conjunts de diagrames, es poden definir altres funcions de correlació com ara funcions de correlació irreductibles d'una partícula.
En la formulació de la integral del camí, les funcions de correlació de {\displaystyle n} punts s'escriuen com a mitjana funcional{\displaystyle G_{n}(x_{1},\dots ,x_{n})={\frac {\int {\mathcal {D}}\phi \ \phi (x_{1})\dots \phi (x_{n})e^{iS[\phi ]}}{\int {\mathcal {D}}\phi \ e^{iS[\phi ]}}}.}Es poden avaluar mitjançant la funció de partició {\displaystyle Z[J]} que actua com a funcional generador, sent {\displaystyle J} un terme font, per a les funcions de correlació
{\displaystyle G_{n}(x_{1},\dots ,x_{n})=(-i)^{n}{\frac {1}{Z[J]}}\left.{\frac {\delta ^{n}Z[J]}{\delta J(x_{1})\dots \delta J(x_{n})}}\right|_{J=0}.}De la mateixa manera, es poden generar funcions de correlació connectades utilitzant {\displaystyle W[J]=-i\ln Z[J]}  com{\displaystyle G_{n}^{c}(x_{1},\dots ,x_{n})=(-i)^{n-1}\left.{\frac {\delta ^{n}W[J]}{\delta J(x_{1})\dots \delta J(x_{n})}}\right|_{J=0}.}